# Catherine Shorter
Catherine Shorter (1682 – 20 agosto 1737) è stata una nobildonna inglese.

## Biografia
Era la figlia di Sir John Shorter, un ricco mercante del Kent, e di sua moglie, Elizabeth Philipps. Era la nipote di Sir John Shorter, Lord Mayor di Londra nel 1687.

## Matrimonio
Sposò, il 30 luglio 1700, Robert Walpole, I conte di Orford, figlio di Robert Walpole e  Mary Burwell. Suo nonno per il matrimonio gli diede una dote di £ 20.000. Ebbero sei figli:
- Robert Walpole, II conte di Orford (1701-31 marzo 1751);
- Catherine (13 maggio 1703-22 ottobre 1722);
- Horatio (1704-24 luglio 1704);
- Mary (1706-2 gennaio 1732), sposò George Cholmondeley, III conte di Cholmondeley, ebbero due figli;
- Sir Edward (1706-1784), da Dorothy Clement, ebbe quattro figli;
- Horace Walpole, IV conte di Orford (1717-1797).

Era famosa per il suo stile di vita stravagante, frequentando spesso l'opera e per l'acquisto di vestiti costosi e gioielli, ma durante l'inizio del governo di suo marito, la coppia si separò e avevano una serie di amanti. Suo marito viveva con Mary Skerrett sia a Richmond che a Norfolk, mentre Catherine era ancora viva. L'amante di Lady Walpole a quel tempo era Lord Hervey.

## Morte
Morì il 20 agosto 1737.